# JRE堂島タワー
JRE堂島タワー（ジェイアールイーどうじまタワー）は大阪府大阪市北区堂島2丁目にある高層ビル。旧名称は新藤田ビル（しんふじたビル）。

## 概要
日油大阪支社等が入居するオフィスビルであり（低層階にはタリーズコーヒーがテナントを構えている）、当ビル周辺には東洋紡やサントリー本社がある。さらに2010年以降吹田市広芝町のシーアイビルから事業拠点を移動してきたカルビー中日本カンパニー近畿支店のオフィスも入居している。
2008年（平成20年）9月1日にジャパンリアルエステイト投資法人（JRE）が240億円で取得した。2022年（令和4年）2月1日に新藤田ビルからJRE堂島タワーに名称変更された。
JREは、2024年4月に51%、同年10月49%を、合計334億円で譲渡した。2024年10月にJRE堂島タワーからJRWD堂島タワーに名称変更された。

## 主な入居者
- タリーズコーヒー JRE堂島タワー店 - 1階[6]
- 日油 大阪支社[7]
- 日本科学技術連盟 大阪事務所 - 11階[8]
- ベネッセコーポレーション 大阪支社 - 6階[9]
- 安川電機 大阪支店 - 4階[10]

## 交通
- Osaka Metro四つ橋線 西梅田駅 約500m、徒歩7分
- JR東西線 北新地駅 約600m、徒歩7分
- JR 大阪駅 約800m、徒歩10分
- 阪神本線 梅田駅 約700m、徒歩9分
- 京阪中之島線 渡辺橋駅 約400m、徒歩5分